# 大昌國際
大昌國際股份有限公司，是一家位於新北市板橋區江子翠地方的在地營建商，其前身為化學工業公司，成立於1948年。

## 概要
大昌機構於1948年由板橋望族郭阿坡成立，郭氏家族是江子翠一帶的土地主，企業的前身是「大昌化學工業」與「大昌飼料公司」，生產繊維工業、農業、化工原料、飼料、雜糧肥料、食品罐頭、建築材料、五金等之進出口買賣產品，同時涉獵建築興造。1956年轉為全面經營營建業，接續於1990年2月20日改制成立「大昌國際」以及「立民營造」（甲級營造）和「珍寶事業」等子公司，其中的「珍寶事業」係於1992年5月5日郭氏家族為紀念郭阿坡夫人郭蔡寶珍集資四億而設置。
大昌珍寶機構於板橋江子翠地區音樂公園、八德公園與江子翠站附近推出「珍寶系列」建案十七例，於五股區御史路另有兩例、桃園市平鎮區有三例。1993年7月22日，創辦人郭阿坡辭世後，企業由其兩子郭枝茂、郭枝偉兄弟經營。

## 外部連結
- 大昌機構官網
- 大昌公司簡介 （页面存档备份，存于）
- 大昌國際股份有限公司 （页面存档备份，存于）